# Bernat III de Bigorra
Bernat III († 1113) fou comte de Bigorra de 1090 a 1113, fill de Cèntul V, vescomte de Bearn i de Beatriu I, comtessa de Bigorra.

## Biografia
El seu pare fou assassinat a la vall de Tena el 1090 i a Bigorra el va succeir Bernat, sota la regència de la seva mare, ja que no tenia llavors més de deu anys. Poc després els habitants de la vall de Varètja es revoltaren i Bernat i Beatriu van haver de reprimir la rebel·lió.
Al final del segle xi, la població europea va augmentar sensiblement, i aquest excedent de població proveirà soldats per a les Croades, i per formar noves ciutats. Cap a 1110, Bernat III va decidir modificar els furs de Bigorra per adaptar-los a aquesta nova situació.

## Matrimoni i nens
S'havia casat cap a 1110 amb Anicel·la de Fesenzac, filla d'Astanove II, comte de Fesenzac, però no havia tingut fills. Després de la seva mort, Anicel·la es va casar de nou amb el comte Guerau III d'Armanyac.